# Korveta typu 056
Korveta typu 056 (v kódu NATO třída Jiangdao) je třída víceúčelových raketových korvet Námořnictva Čínské lidové osvobozenecké armády. Korvety slouží především k pobřežním operacím a ve službě nahrazují řadu starších tříd, například fregaty typu 053H a typu 053H1, raketové čluny typu 037II či různé druhy plavidel rodiny typu 37. Hlavní plánovanou oblastí jejich nasazení je Jihočínské moře, které je mimo jiné oblastí četných územních sporů (například na Spratlyovy ostrovy si částečně nebo zcela dělají nárok Čína, Tchaj-wan, Vietnam, Brunej, Malajsie a Filipíny).
Námořnictvo ČLOA provozuje základní verzi typu 056 a dále protiponorkovou verzi typ 056A, která je kromě trupového vybavena také vlečným sonarem. Plánovaný počet jednotek nebyl dlouho znám, jejich stavba však probíhala velmi rychlým tempem. Do konce roku 2016 bylo do čínského námořnictva zařazeno 30 jednotek a další byly ve stavbě. V říjnu 2016 byla na vodu spuštěna 40. korveta pro námořnictvo ČLOA, přičemž v srpnu 2018 byla spuštěna již 50. korveta. Čína tak dokázala spustit na vodu 50 korvet za pouhých šest let. Na konci roku 2019 byla na vodu spuštěna již 71. korveta. V únoru 2021 informoval list Global Times, že čínské námořnictvo do služby přijalo poslední 72. korvetu tohoto typu. V roce 2021 bylo zjištěno, že čínské námořnictvo převádí část svých korvet základní verze typu 056 k pobřežní stráži. Tyto korvety mají upravené vybavení a výzbroj bez torpéd a řízených střel.
Třídě předcházely dvě velmi podobně řešené thajské hlídkové lodě třídy Pattani. Z korvet typu 056 byly odvozeny bangladéšské korvety třídy Šádhinota a nigerijské oceánské hlídkové lodě třídy Centenary. Dále též hlídkové lodě PMSS 1500 pro Pákistánskou agenturu pro námořní bezpečnost. Hlídkové lodě odvozené od typu 056 jsou stavěny také přímo pro pobřežní stráž Čínské lidové republiky. Podle zprávy serveru Jane's z roku 2015 měla zájem o zakoupení dvou korvet argentinské námořnictvo.

## Stavba
Stavba této třídy probíhá od roku 2010. Prototypová jednotka Chuej-čou (596) byla na vodu spuštěna v květnu 2012 v loděnici Hudong Zhonghua (součást koncernu CSSC). Do služby vstoupila 25. února 2013. Stavba ale probíhá v dalších třech loděnicích – Huangpu (CSSC), Lionan a Wuchang (CSIC). V listopad 2012 byla potvrzena existence deseti rozestavěných plavidel, z toho pěti již spuštěných na vodu. Do října 2016 bylo na vodu spuštěno celkem 40 korvet určených pro námořnictvo ČLOA.
Jednotky typu 056:
| Typ  | Jméno                  | Spuštěna           | Dodání             | Poznámky |
| ---- | ---------------------- | ------------------ | ------------------ | -------- |
| 056  | Sin-jang (501)         | 1. května 2014     | 7. března 2015     | aktivní  |
| 056A | Chuang-š' (502)        | 16. května 2014    | 6. května 2015     | aktivní  |
| 056  | Su-čou (503)           | květen 2014        | 11. února 2015     | aktivní  |
| 056A | Čchin-chuang-tao (505) | 11. října 2014     | 16. října 2015     | aktivní  |
| 056  | Chuaj-an (509)         | 15. srpna 2015     | 11. srpna 2016     | aktivní  |
| 056  | Ning-te (510)          | 24. října 2015     | 28. prosince 2016  | aktivní  |
| 056  | Po-ting (511)          | 22. října 2015     | 12. prosince 2016  | aktivní  |
| 056  | Che-ce (512)           | 8. července 2015   | 12. prosince 2016  | aktivní  |
| 056A | Wu-chaj (540)          | 14. září 2016      | 15. ledna 2018     | aktivní  |
| 056A | Čang-jie (541)         | 7. prosince 2016   | březen 2018        | aktivní  |
| 056A | Te-jang (554)          | 29. prosince 2016  | 19. ledna 2018     | aktivní  |
| 056  | Ta-tchung (580)        | 10. srpna 2012     | 18. května 2013    | aktivní  |
| 056  | Jing-kchou (581)       | 18. listopadu 2012 | 1. srpna 2013      | aktivní  |
| 056  | Peng-pu (582)          | 23. května 2012    | 25. února 2013     | aktivní  |
| 056  | Šang-žao (583)         | 19. srpna 2012     | 10. června 2013    | aktivní  |
| 056  | Mej-čou (584)          | 31. července 2012  | 29. července 2013  | aktivní  |
| 056  | Paj-se (585)           | 25. října 2012     | 12. října 2013     | aktivní  |
| 056  | Ťi-an (586)            | 25. února 2013     | 8. ledna 2014      | aktivní  |
| 056  | Ťie-jang (587)         | 28. ledna 2013     | 26. ledna 2014     | aktivní  |
| 056  | Čchüan-čou (588)       | 26. června 2013    | 8. srpna 2014      | aktivní  |
| 056  | Čching-jüan (589)      | 31. května 2013    | 11. června 2014    | aktivní  |
| 056  | Wej-chaj (590)         | 1. srpna 2013      | 15. března 2014    | aktivní  |
| 056  | Fu-šun (591)           | 1. srpna 2013      | 12. července 2014  | aktivní  |
| 056  | Lu-čou (592)           | 16. července 2013  | 7. června 2014     | aktivní  |
| 056  | Čchao-čou (595)        | 14. listopadu 2013 | 28. listopadu 2014 | aktivní  |
| 056  | Chuej-čou (596)        | 3. června 2012     | 1. července 2013   | aktivní  |
| 056  | Čchin-čou (597)        | 30. srpna 2012     | 1. července 2013   | aktivní  |
| 056A | Sung-jüan (600)        | 17. září 2019      | 28. října 2020     | aktivní  |
| 056A | Pching-ting-šan (602)  | 17. září 2019      | 5. března 2021     | aktivní  |
| 056A | Ting-čou (603)         | 29. dubna 2018     | 2019               | aktivní  |
| 056A | Mu-tan-ťiang (604)     | 29. dubna 2018     | květen 2020        | aktivní  |
| 056A | Čang-ťia-kchou (605)   | 15. ledna 2019     | duben 2020         | aktivní  |
| 056A | Sin-ťi (606)           | 15. ledna 2019     | 2020               | aktivní  |
| 056A | Tung-jing (607)        | 19. března 2019    | 2020               | aktivní  |
| 056A | Liao-čcheng (608)      | 21. prosince 2017  | 19. ledna 2020     | aktivní  |
| 056A | Š’-cuej-šan (609)      | 5. července 2019   | 2020               | aktivní  |
| 056A | Šuo-čou (610)          | 26. července 2017  | 10. prosince 2019  | aktivní  |
| 056A | Lu-an (611)            | 17. března 2018    | 18. ledna 2020     | aktivní  |
| 056A | Siao-kan (615)         | 16. května 2018    | 2020               | aktivní  |
| 056A | Tchaj-an (616)         | 12. září 2018      | 2020               | aktivní  |
| 056A | Ťing-te-čen (617)      | 22. ledna 2019     | 17. června 2020    | aktivní  |
| 056A | Šang-čchiou (618)      | 14. listopadu 2019 | únor 2021          | aktivní  |
| 056A | Nan-jang (619)         | 6. listopadu 2019  | 30. ledna 2021     | aktivní  |
| 056A | Kan-čou (620)          | 25. ledna 2019     | 10. ledna 2020     | aktivní  |
| 056A | Pchan-č’-chua (621)    | 27. srpna 2018     | 10. ledna 2020     | aktivní  |
| 056A | Kuang-an (622)         | 3. srpna 2018      | 2020               | aktivní  |
| 056A | Wen-šan (623)          | 11. prosince 2018  | 31. prosince 2019  | aktivní  |
| 056A | Suej-čou (624)         | 15. července 2019  | prosinec 2020      | aktivní  |
| 056A | Pa-čung (625)          | 2. března 2018     | 5. listopadu 2019  | aktivní  |
| 056A | Wu-čou (626)           | 8. srpna 2018      | 29. prosince 2019  | aktivní  |
| 056A | En-š’ (627)            | 7. března 2019     | leden 2020         | aktivní  |
| 056A | Jung-čou (628)         | 9. května 2019     | leden 2020         | aktivní  |
| 056A | Tchung-ling (629)      | 17. října 2019     | 2021               | aktivní  |
| 056A | Ngawa (630)            | 30. prosince 2019  | 2021               | aktivní  |
| 056A | Tchien-men (631)       | listopad 2019      | 2021               | aktivní  |
| 056A | Ťi-ning (636)          | 21. srpna 2019     | 4. února 2021      | aktivní  |
| 056A | Š'-jen (637)           | 25. prosince 2019  | 4. února 2021      | aktivní  |
| 056A | San-men-sia (638)      | 20. listopadu 2013 | 13. listopadu 2014 | aktivní  |
| 056A | Ču-čou (639)           | 30. listopadu 2013 | 28. listopadu 2014 | aktivní  |
| 056A | E-čou (640)            | 25. prosince 2015  | 18. ledna 2017     | aktivní  |
| 056A | I-wu (641)             | 20. května 2016    | 21. července 2017  | aktivní  |
| 056A | I-čchun (643)          | 7. září 2016       | 16. října 2017     | aktivní  |
| 056A | Tchung-žen (644)       | 19. března 2015    | 20. února 2016     | aktivní  |
| 056A | Süan-čcheng (645)      | 9. srpna 2016      | 25. září 2017      | aktivní  |
| 056A | Suej-ning (646)        | 14. září 2016      | 28. listopadu 2017 | aktivní  |
| 056A | Nan-čchung (647)       | 28. leden 2017     | 1. června 2018     | aktivní  |
| 056A | Chan-čung (648)        | 22. července 2016  | 11. července 2017  | aktivní  |
| 056A | Kuang-jüan (649)       | 28. října 2016     | 16. listopadu 2017 | aktivní  |
| 056A | Su-čchien (666)        | 30. června 2014    | 19. července 2015  | aktivní  |
| 056A | Ťing-men (667)         | 27. prosince 2014  | 25. ledna 2016     | aktivní  |
| 056A | Čchü-ťing (668)        | 16. července 2015  | 8. června 2016     | aktivní  |
| 056A | Liou-pchan-šuej (669)  | 31. března 2016    | 31. března 2017    | aktivní  |

Hlídkové lodě čínské pobřežní stráže odvozené od korvet typu 056:
| Jméno   | Spuštěna | Dodání         | Poznámky |
| ------- | -------- | -------------- | -------- |
| (33103) |          | 29. ledna 2016 | aktivní  |

Deriváty korvet typu 056 pro export:
| Jméno            | Třída            | Typ          | Uživatel                                    | Spuštěna           | Dodání            | Poznámky |
| ---------------- | ---------------- | ------------ | ------------------------------------------- | ------------------ | ----------------- | -------- |
| Pattani (511)    | Pattani / P15T   | korveta      | Thajské královské námořnictvo               | 2004               | 16. prosince 2005 | aktivní  |
| Narathiwat (512) | Pattani / P15T   | korveta      | Thajské královské námořnictvo               | 2005               | 24. dubna 2006    | aktivní  |
| Centenary (F91)  | Centenary / P18N | hlídková loď | Nigerijské námořnictvo                      | ledna 2014         | 19. února 2015    | aktivní  |
| Unity (F92)      | Centenary / P18N | hlídková loď | Nigerijské námořnictvo                      | 29. listopadu 2014 | 15. prosince 2016 | aktivní  |
| Šádhinota (F111) | Šádhinota / C13B | korveta      | Bangladéšské námořnictvo                    | 30. prosince 2014  | 19. března 2016   | aktivní  |
| Prottoy (F112)   | Šádhinota / C13B | korveta      | Bangladéšské námořnictvo                    | 30. prosinec 2014  | 19. března 2016   | aktivní  |
| Šongram (F113)   | Šádhinota / C13B | korveta      | Bangladéšské námořnictvo                    | 12. února 2018     | 18. června 2020   | aktivní  |
| Prottasha (F114) | Šádhinota / C13B | korveta      | Bangladéšské námořnictvo                    | 8. dubna 2018      | 5. listopadu 2020 | aktivní  |
| Kašmír (143)     | PMSS             | hlídková loď | Pákistánská agentura pro námořní bezpečnost | 26. května 2017    | 20. července 2018 | aktivní  |
| Kolači (144)     | PMSS             | hlídková loď | Pákistánská agentura pro námořní bezpečnost | 22. května 2019    | 4. listopadu 2021 | aktivní  |

## Konstrukce

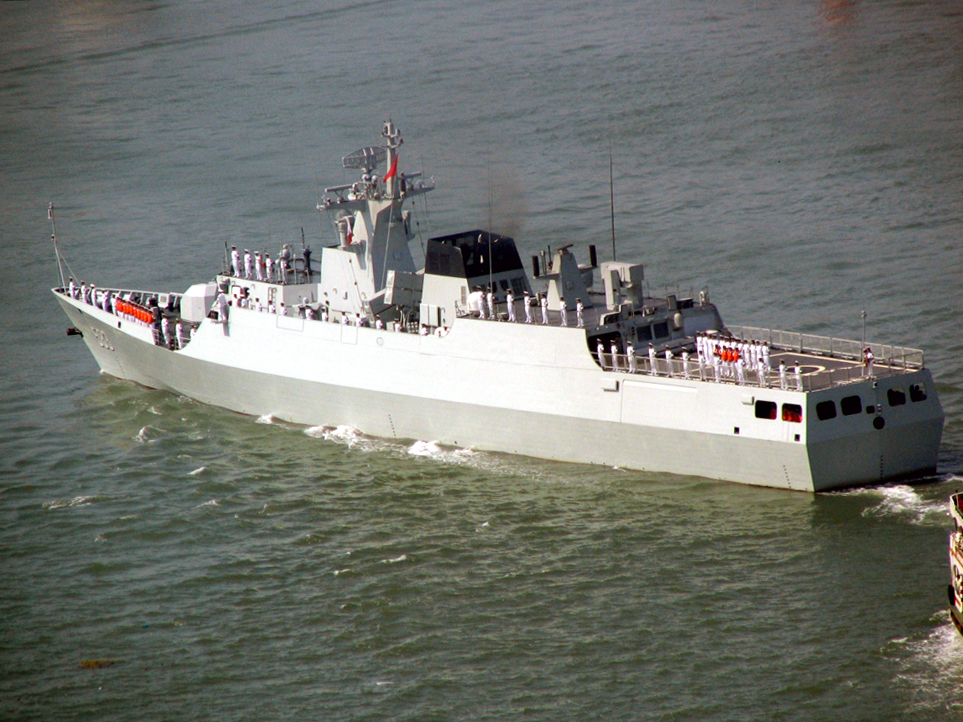
Korveta typu 056

### Typ056
V konstrukci plavidel jsou využity technologie stealth. Hlavňovou výzbroj tvoří jeden 76mm lodní kanón AK-176 a dva 30mm hlavňové systémy blízké obrany typu 730. Údernou výzbroj tvoří čtyři protilodní střely YJ-83. K obraně proti vzdušnému ohrožení slouží jeden raketový systém blízké obrany HQ-10, nesoucí osm protiletadlových řízených střel velmi krátkého dosahu. K ničení ponorek slouží dva trojhlavňové 324mm torpédomety pro torpéda Yu-7. Korvety na zádi nesou přistávací palubu pro vrtulník, nejsou však vybaveny hangárem. Pod přistávací palubou jsou umístěny dva inspekční čluny RHIB. Pohonný systém tvoří dva diesely. Plavidla dosahují rychlosti 28 uzlů. Dosah je 2 000 námořních mil při 18 uzlech.

### Typ056A
Modifikovaná verze typ 056A je vybavena sonarem s měnitelnou hloubkou ponoru.